# Тельманово (район Шал акына)
Тельманово (каз. Тельманово) — упразднённое село в районе Шал акына Северо-Казахстанской области Казахстана. Входило в состав Юбилейного сельского округа. Исключено из учётных данных в 2024 году.
Код КАТО — 595655600.

## География
Село расположено примерно в 40 км к юго-западу от административного центра района, города Сергеевки.

## История
До 2013 года село входило в состав упразднённого Октябрьского сельского округа.

## Население
В 1999 году численность населения села составляла 247 человек (132 мужчины и 115 женщин). По данным переписи 2009 года в селе проживало 129 человек (66 мужчин и 63 женщины).